# Khepreix

Khepreix, la Corona Blava d'Egipte.

El khepreix (ḫprš) era un tocat reial a l'antic Egipte. També es coneix com a Corona Blava o Corona de Guerra. Sovint es representa als faraons de l'Imperi Nou portant-lo a la batalla, tot i que també es portava sovint a les cerimònies. Corona de Guerra ha estat durant molt de temps una denominació generalitzada que avui en dia es prova d'evitar.
La seva utilització abarca un període cronològic que va dels segles XVII-VIII aC.

## Descripció

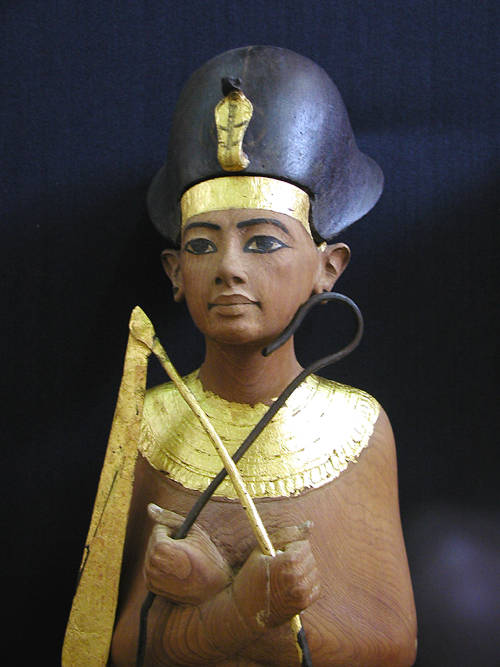
Tuthankhamon amb khepreix.

No s'ha trobat mai cap khepreix original. Basant-se en representacions artístiques antigues, alguns egiptòlegs han especulat que el khepreix estava fet de cuir o tela rígida coberta amb una disposició precisa de centenars de lluentons, discos o anells. Atès que el deixret (corona vermella) i el hedjet (corona blanca) aparentment estaven teixits amb algun tipus de fibra vegetal, els cercles o anells que decoren les antigues representacions artístiques del khepreix poden indicar, en canvi, una disposició regular de forats hexagonals en un teixit triaxial obert. Com passa amb moltes altres corones reials, un ureu (cobra) estava enganxat a la part davantera del khepreix.

## Història

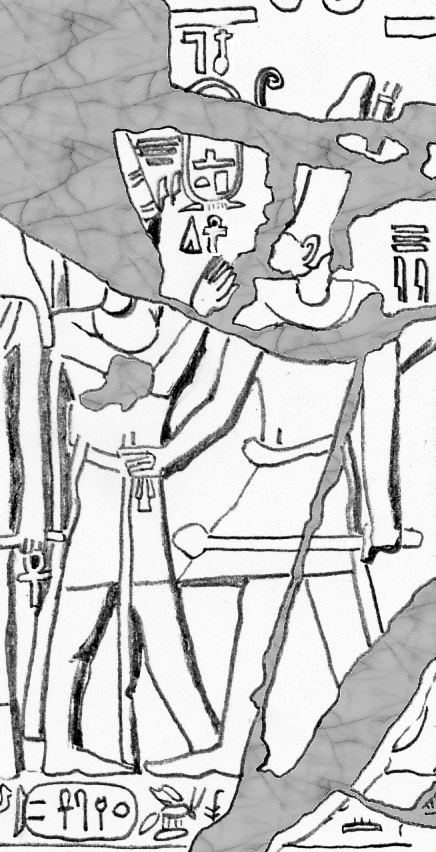
Estela del Caire JE 59635.

La menció més antiga coneguda del khepreix es troba a l'estela del Caire JE 59635 [CG 20799] que data del regnat del faraó Neferhotep III (c. 1625 aC), del Segon Període Intermedi. En aquest i en altres exemples de la mateixa època, la paraula s'escriu amb un determinant que representa la corona-gorra, un tipus de corona més baix i menys elaborat.

Les imatges del khepreix del regnat d'Ahmose I, primer rei del Nou Regne i de la Dinastia XVIII, mostren un tocat més alt que la corona-gorra i més angular que les formes posteriors del khepreix. Aquesta corona va continuar evolucionant durant l'inici de la Dinastia XVIII, assolint la seva forma més coneguda durant els regnats de Hatxepsut i Tuthmosis III.

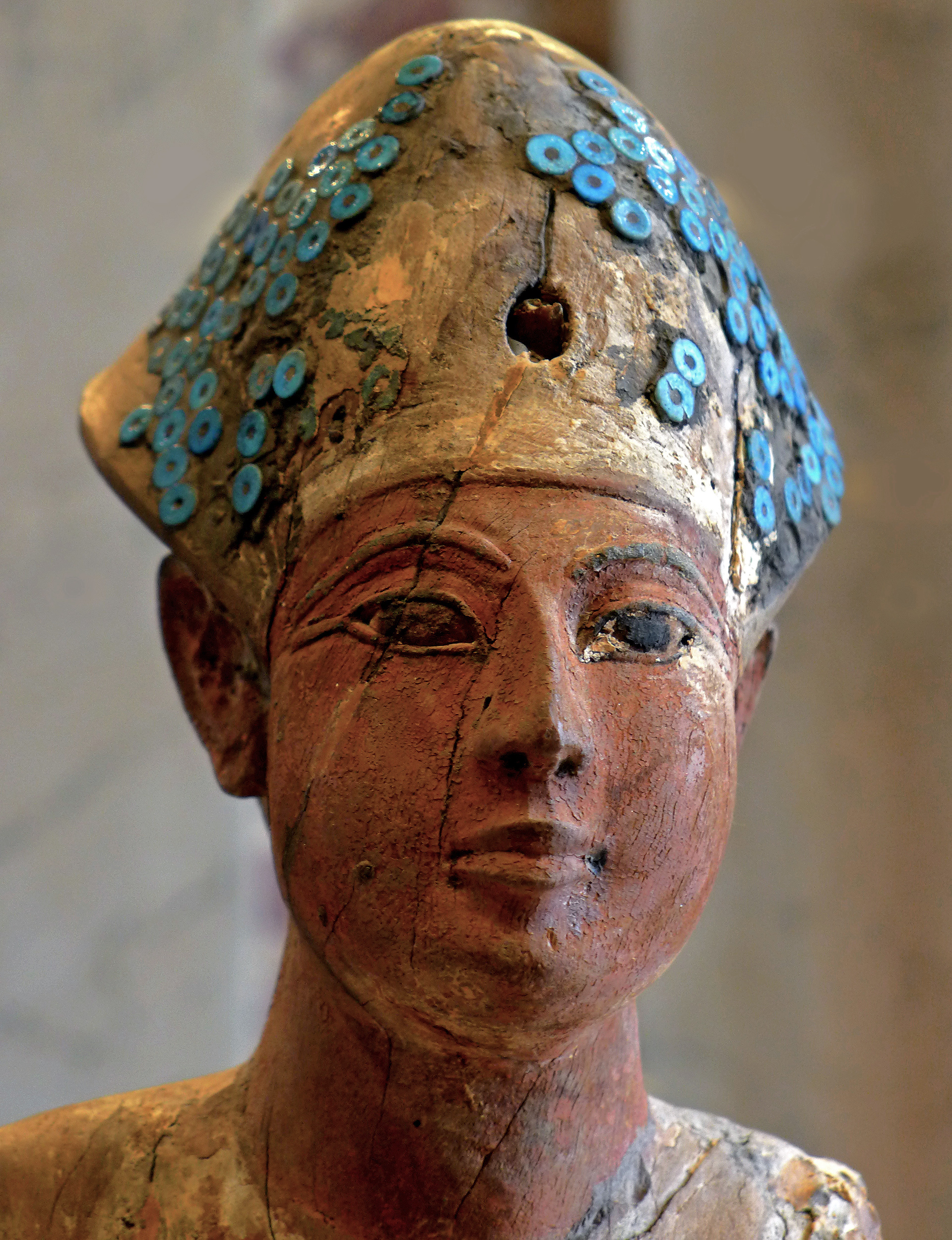
Amenofis I amb Khepreix.

Després del regnat d'Amenhotep III, i particularment durant les dinasties XVIII i XIX, es va posar de moda i fins i tot va ser adoptat per alguns faraons com a corona principal. La corona es deixa de representar durant la dinastia Cuixita (747 a 656 aC).
Durant l'Imperi Nou, els faraons es mostraven amb aquesta corona en circumstàncies militars. No obstant això, alguns estudiosos pensen que la corona també estava destinada a evocar el poder diví del faraó i, per tant, s'utilitzava per situar religiosament als reis com a manifestacions dels déus a la terra.